# Сан-Коно
Сан-Коно (итал. San Cono) — коммуна в Италии, располагается в регионе Сицилия, подчиняется административному центру Катания.
Население составляет 2959 человек, плотность населения составляет 451 чел./км². Занимает площадь 6,56 км². Почтовый индекс — 95040. Телефонный код — 0933.
Покровителем коммуны почитается San Cono Abate. Праздник ежегодно празднуется в мае.